# Ville de la baie Moreton
La ville de la baie Moreton (en anglais : City of Moreton Bay) est une zone d'administration locale située dans l'État du Queensland, en Australie, dont le siège est Redcliffe.

## Géographie
La zone s'étend sur 2 011 km2 dans la région du Sud-Est, au nord de l'agglomération de Brisbane et s'ouvre à l'est sur la baie Moreton.

## Localités
Les localités de la région sont :
- Albany Creek
- Arana Hills
- Armstrong Creek
- Banksia Beach
- Beachmere
- Bellara
- Bellmere
- Bellthorpe
- Bongaree
- Booroobin
- Bracalba
- Bray Park
- Brendale
- Bunya
- Burpengary
- Caboolture
- Caboolture South
- Campbells Pocket
- Camp Mountain
- Cashmere
- Cedar Creek
- Cedarton
- Clear Mountain
- Clontarf
- Closeburn
- Commissioners Flat
- D'Aguilar
- Dakabin
- Dayboro
- Deception Bay
- Delaneys Creek
- Donnybrook
- Draper
- Eatons Hill
- Elimbah
- Everton Hills
- Ferny Hills
- Godwin Beach
- Griffin
- Highvale
- Jollys Lookout
- Joyner
- Kallangur
- King Scrub
- Kippa-Ring
- Kobble Creek
- Kurwongbah
- Laceys Creek
- Lawnton
- Mango Hill
- Margate
- Meldale
- Moodlu
- Moorina
- Morayfield
- Mount Delaney
- Mount Glorious
- Mount Mee
- Mount Nebo
- Mount Samson
- Mount Pleasant
- Murrumba Downs
- Narangba
- Neurum
- Newport
- Ningi
- North Lakes
- Ocean View
- Petrie
- Redcliffe
- Rocksberg
- Rothwell
- Rush Creek
- Samford Valley
- Samford Village
- Samsonvale
- Sandstone Point
- Scarborough
- Stanmore
- Stony Creek
- Strathpine
- Toorbul
- Upper Caboolture
- Wamuran
- Wamuran Basin
- Warner
- Welsby
- White Patch
- Whiteside
- Wights Mountain
- Woodford
- Woody Point
- Woorim
- Yugar

## Histoire

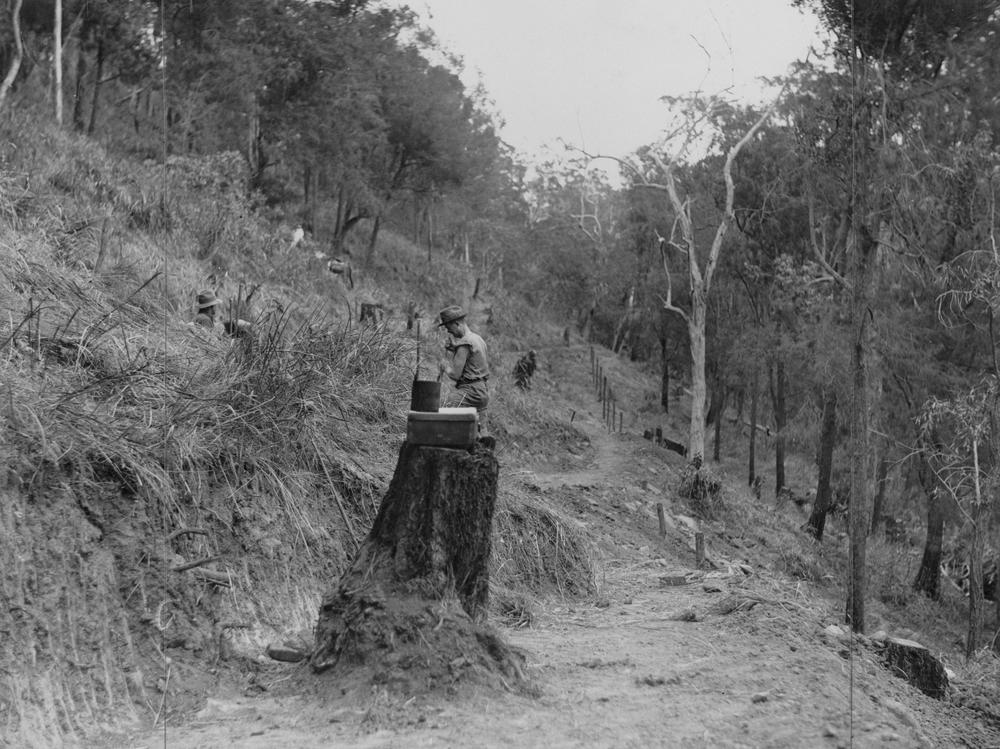
Ouvriers construisant une route vers Mount Nebo (Queensland), le 8 août 1931

La zone est créée le 15 mars 2008, sous le nom de région de la baie Moreton, par la fusion de la ville de Redcliffe avec les comtés de Caboolture et Pine Rivers. Elle prend son nom actuel en juillet 2023.

## Démographie
| 2011    | 2016    | 2021    |
| ------- | ------- | ------- |
| 378 045 | 425 302 | 476 340 |

## Politique et administration
Le conseil comprend le maire et douze autres membres, élus pour un mandat de quatre ans. Les dernières élections ont eu lieu le 28 mars 2020. Le conseil est formé de neuf indépendants, deux travaillistes et un libéral.

### Liste des maires
| Période    | Période  | Identité         | Étiquette   | Qualité |
| ---------- | -------- | ---------------- | ----------- | ------- |
| 2008       | 2020     | Allan Sutherland | Indépendant |         |
| avril 2020 | en cours | Peter Flannery   | Indépendant |         |